# ピアレスガーベラ
株式会社ピアレスガーベラ（英: PEERLESS GERBERA）は、日本の芸能事務所。俳優・声優・ナレーター・タレント等のマネジメント業務を行っている。

## 概要
マウスプロモーションのマネージャーだった槙潤によって2011年（平成23年）10月20日に設立。

## 所属声優

### 男性
- 石田彰
- 原良丞
- 吉本元喜

### 女性
- 小岩井ことり
- 小牧未侑
- 竹内絢子
- 中川里江
- 福沙奈恵

## かつて所属していた声優
- 小野涼子（フリー）
- 星野早（引退）
- 野澤慧（現所属：ケンユウオフィス）

## 音響制作作品
- キャプテン・アース
- ソウルイーターノット!
- 赤髪の白雪姫
- モブサイコ100
- ヴァニタスの手記
- BLUE PROTOCOL[2]